# 2. deild islandzka w piłce nożnej (1995)
Sezon 1995 był 41. sezonem drugiego poziomu ligowego piłki nożnej na Islandii. Pierwsze miejsce zajął zespół Fylkir, zdobywając czterdzieści cztery punkty w osiemnastu meczach. Po sezonie awansowały zespoły Fylkir i Stjarnan, spadły natomiast HK oraz Víðir Garður.

## Drużyny
Po sezonie 1994 z ligi awansowały zespoły Grindavík i Leiftur, spadły zaś Selfoss oraz Þróttur Nes. Ich miejsce zajęły spadające z 1. deild Þór Akureyri i Stjarnan oraz awansujące z 3. deild Skallagrímur i Víðir Garður.
| Uczestnicy poprzedniej edycji                                                                                 | Uczestnicy poprzedniej edycji | Uczestnicy poprzedniej edycji | Uczestnicy poprzedniej edycji |
| --- | ----------------------------- | ----------------------------- | ----------------------------- |
| FYL | Fylkir                        | 3                             |                               |
| ÞRR | Þróttur Reykjavík             | 4                             |                               |
| VÍR | Víkingur Reykjavík            | 5                             |                               |
| HKÓ | HK                            | 6                             |                               |
| ÍRE | ÍR                            | 7                             |                               |
| KA | KA Akureyri                   | 8                             |                               |
| Spadek z 1. deild                                                                                             |                               |                               |                               |
| ÞÓR | Þór Akureyri                  | 9                             |                               |
| STJ | Stjarnan                      | 10                            |                               |
| Awans z 3. deild                                                                                              |                               |                               |                               |
| SKA | Skallagrímur                  | 1                             |                               |
| VGA | Víðir Garður                  | 2                             |                               |
| Oznaczenia: - kolumna pierwsza – skróty nazw drużyn, - kolumna trzecia – miejsce zajęte w poprzednim sezonie. |                               |                               |                               |

## Tabela
| Lp. | Drużyna            | M  | Z  | R | P  | Bramki | Bramki | Różn. | Pkt | Uwagi              |
| --- | ------------------ | -- | -- | - | -- | ------ | ------ | ----- | --- | ------------------ |
| 1   | Fylkir (A)         | 18 | 14 | 2 | 2  | 49     | 21     | +28   | 44  | Awans do 1. deild  |
| 2   | Stjarnan (A)       | 18 | 11 | 4 | 3  | 41     | 21     | +20   | 37  | Awans do 1. deild  |
| 3   | KA Akureyri        | 18 | 7  | 6 | 5  | 26     | 25     | +1    | 27  |                    |
| 4   | Þór Akureyri       | 18 | 8  | 3 | 7  | 28     | 29     | −1    | 27  |                    |
| 5   | Skallagrímur       | 18 | 6  | 6 | 6  | 22     | 23     | −1    | 24  |                    |
| 6   | Þróttur Reykjavík  | 18 | 6  | 4 | 8  | 31     | 31     | 0     | 22  |                    |
| 7   | Víkingur Reykjavík | 18 | 4  | 6 | 8  | 27     | 37     | −10   | 18  |                    |
| 8   | ÍR                 | 18 | 5  | 3 | 10 | 23     | 35     | −12   | 18  |                    |
| 9   | HK (S)             | 18 | 4  | 5 | 9  | 33     | 37     | −4    | 17  | Spadek do 3. deild |
| 10  | Víðir Garður (S)   | 18 | 4  | 3 | 11 | 14     | 35     | −21   | 15  | Spadek do 3. deild |

## Wyniki
| Gospodarz \ Gość   | FYL | HKÓ | KA  | SKA | STJ | VÍR | VGA | ÍRE | ÞRR  | ÞÓR |
| Fylkir             |     | 1:0 | 1:2 | 2:1 | 1:1 | 4:0 | 8:0 | 4:2 | 1:1  | 1:0 |
| HK                 | 2:4 |     | 1:2 | 2:0 | 4:4 | 3:3 | 2:2 | 0:1 | 1:2  | 6:0 |
| KA Akureyri        | 2:1 | 0:0 |     | 1:1 | 0:2 | 3:0 | 2:1 | 3:1 | 2:3  | 1:3 |
| Skallagrímur       | 1:2 | 1:1 | 2:3 |     | 0:3 | 1:1 | 1:1 | 1:1 | 0:2  | 2:0 |
| Stjarnan           | 2:3 | 2:1 | 3:2 | 1:2 |     | 3:0 | 2:0 | 3:0 | 3:02 | 1:1 |
| Víkingur Reykjavík | 1:2 | 6:3 | 2:2 | 0:2 | 2:2 |     | 3:0 | 0:1 | 4:4  | 2:0 |
| Víðir Garður       | 1:2 | 1:2 | 0:0 | 0:2 | 0:2 | 1:0 |     | 2:1 | 0:4  | 2:3 |
| ÍR                 | 1:4 | 5:2 | 3:0 | 0:0 | 0:4 | 1:1 | 0:2 |     | 1:2  | 1:2 |
| Þróttur Reykjavík  | 2:5 | 2:3 | 0:0 | 2:3 | 1:2 | 1:2 | 0:1 | 1:2 |      | 3:0 |
| Þór Akureyri       | 2:3 | 1:0 | 1:1 | 1:2 | 4:1 | 4:0 | 1:0 | 4:2 | 1:1  |     |

Źródło:  (ang.)
Objaśnienia:
1Drużyna gospodarzy jest wymieniona po lewej stronie tabeli.
2Mecz został oddany walkowerem przez zespół Þróttur Reykjavík i zinterpretowany jako zwycięstwo drużyny Stjarnan.
Kolory: zielony – zwycięstwo gospodarzy, żółty – remis, różowy – zwycięstwo gości.

## Najlepsi strzelcy
| Bramki | Strzelcy                     | Drużyna            |
| ------ | ---------------------------- | ------------------ |
| 15     | Kristinn Tómasson            | Fylkir             |
| 15     | Þórhallur Dan Jóhannsson     | Fylkir             |
| 11     | Guðmundur Steinsson          | Stjarnan           |
| 10     | Guðjón Þorvarðarson          | ÍR                 |
| 10     | Hjörtur Hjartarson           | Skallagrímur       |
| 10     | Marteinn Guðgeirsson         | Víkingur Reykjavík |
| 8      | Jón Þórðarson                | HK                 |
| 8      | Sindri Grétarsson            | HK                 |
| 8      | Þorvaldur Makan Sigbjörnsson | KA Akureyri        |
| 7      | Heiðar Sigurjónsson          | Þróttur Reykjavík  |